# Plantegeografi
Plantegeografi handler om, hvor på jorden forskellige planter vokser. Det er velkendt, at de fleste planter har specifikke klimatiske krav, samt at der typisk er færre arter, der klarer sig i meget koldt eller tørt klima, mens flere arter klarer sig i varmt og fugtigt klima. Det er dog langt fra alle arter, der vokser der, hvor de trives bedst. I en række tilfælde kan en plante indføres til et mere gunstigt klima som afgrøde eller prydplante, hvorefter den i visse tilfælde kan udvikle sig til en invasiv art.
Klimatiske og geologiske ændringer, samt menneskelig indflydelse, er også med til både at indskrænke og udvide forskellige plantearters udbredelse. Desuden spiller mikroklima og lokale forhold en stor rolle. Langs en husmur kan det være 1-2 klimazoner varmere, i en skyggefyld fordybning kan det være 1-2 zoner koldere. Omvendt kan det nemt være for tørt langs en husmur og det kan være for fugtigt i en fordybning.

## Plantegeografiske områder
Inddeling af jordkloden og lande i forskellige plantegeografiske områder, afhænger af synspunkt og der er også en række nationale forskelle.
- I forbindelse med haveplanter bruger man ofte Hårdførhedszoner, som er en overordnet betragtning vedr. middel-, minimums- og maximumstemperatur. Hårdførhedszonerne afhænger hovedsageligt af breddegraden samt terrænmæssige og oceanografiske forhold så som havstrømme og bjergkæder.
- Traditionelt har man opereret med klimazoner som dog er meget grove inddelinger, og plantebælter som er en lidt finere opdeling men stadig meget grov: F.eks. ørken, tropisk regnskov, kystklima osv. Disse kan yderligere inddeles i mere præcist afgrænsede biotop-typer
- Verdensnaturfonden (WWF) har inddelt jorden i 14 økozoner der både afhænger af klima og i øvrigt den geografiske placering på jorden, se herunder.

## Grundbegreber

### Flora
Flora bruges om den samling af plantearter, der vokser på et velafgrænset område. Her er det ikke afgørende, hvor ofte de kan findes, eller hvordan de fordeler sig i området. En undersøgelse af et områdes flora munder derfor ud i en simpel liste over de arter, der findes dér.

### Plantesamfund
Plantesamfundet er den grundlæggende enhed i beskrivelsen af planterne på en biotop, men begrebet kan bruges på to måder:
- om den artsammensætning, der findes på et bestemt område med ensartede, økologiske forhold, f.eks. de arter, der findes på Jernhattens sydvendte klint ud mod Kattegat
- om den artsammensætning, som er almindelig under sammenlignelige, økologiske betingelser på flere forskellige steder inden for samme geografiske område, f.eks. den tørkeprægede vegetation langs Storebælts kyster

### Vegetation
Ved at samle beskrivelserne af de enkelte plantesamfund på et område, skaber man en beskrivelse af stedets vegetation. I beskrivelsen af en vegetation fremlægges desuden en række forhold, som klarlægger plantearternes situation på et givet område:
- artsliste
- arternes hyppighed og fordeling på arealet
- arternes tilknytning til lokale undersamfund
- jordbundsforholdene på stedet
- klimabetingelserne på stedet

### Vegetationstype
Ordet bruges om en række vegetationer, der har en ensartet sammensætning af plantesamfund, illustreret ved deres karakteristiske livsformer (f.eks. træer, dværgbuske, urteagtige planter osv.) eller ved en fælles tilpasning til ydre kår (f.eks. dyrkningstryk, drænforhold, nedbørsmængde osv.). Mosen, overdrevet, heden og krattet er eksempler på vegetationstyper.

### Naturtype
Begrebet naturtype bruges af og til, som om det er synonymt med vegetationstype, f.eks. overdrev, hede. Begrebet kan dog også bruges i en mere bred betydning, sådan at naturtypen betragtes som sammensat af flere vegetationstyper: Overdrevet består f.eks. af tør eng, krat og ruderat, og disse vegetationstyper kan så igen være sammensat af undersamfund, f.eks. de samfund, man finder under overdrevets krat, langs dyrenes veksler og på myretuerne.